# كدافة (الحيمة الداخلية)

تعديل مصدري - تعديل

كدافة هي إحدى قرى عزلة الحدب بمديرية الحيمة الداخلية التابعة لمحافظة صنعاء، بلغ تعداد سكانها 104 نسمة حسب تعداد اليمن لعام 2004.